# Double Coffee
Double Coffee és una empresa de cadenes de cafeteria amb seu a Letònia. A començaments de 2014 l'empresa comptava amb un total de quinze localitzacions a Riga, set més a Rússia, una a Kíev, Ucraïna, i a Bakú, Azerbaidjan. Va ser fundada el 2002, i durant la seva història ha tingut ramificacions també a Estònia, Lituània, Belarús i la Xina.

## Història
El primer local de Double Coffee va obrir el 26 de setembre de 2002, a la ciutat de Riga. L'any de la seva fundació va guanyar els premis al millor operador a Riga 2002, i també al millor comerciant letó 2002. Cinc noves cafeteries van obrir les portes el 2003 i al final de 2005 hi havia un total de setze a Letònia, posteriorment se'n van obrir d'altres a Estònia, Lituània, Belarús i Ucraïna. La cadena va tenir la seva primera sucursal fora d'Europa al juny de 2009 a Beijing, la Xina, El 2009, la secció d'Estònia de la cadena es va declarar en fallida, seguida el 2011 per la fallida a Lituània i per tant, la retirad del mercat a tots dos països. Romanen els negocis a Letònia, Ucraïna, Belarús i Rússia. Productes per a l'esmorzar se serveix durant tot el dia, i moltes sucursals estan obertes 24 hores que actuen com un bar (amb servei de begudes alcohòliques).